# Sepatan
Sepatan is een plaats in de huidige provincie Banten in het westen van Java, Indonesië.